# 远方的客人请你留下来
《远方的客人请你留下来》，彝族民歌，电影《阿诗玛》的主题歌，麦丁作曲，范禹作词。

## 历史
曲作家麦丁与词作家范禹深入到云南民族地区采风，麦丁以云南石林当地彝族撒尼语风格的曲调定下了主旋律，吸收了当地彝族音乐老师金国富创作歌曲中的有关乐句，同时揉进民歌《放羊调》的音乐，还参考了俄罗斯民歌中高音长音的衬托，最后完成了这部混声四部合唱歌曲。

## 使用及改编
- 该曲曾是人民大会堂迎宾曲目

### 专辑收录
- 可登唱片于2000年1月1日发行的《中国民乐300首-16-思凡》中收录了该曲。
- 该曲曾收录在梦之旅合唱组合的专辑《流淌的歌声之幸福江阴 (十四)》中。
- 中唱艺能于2002年1月1日发行的《影视老歌珍藏版 纯乐古筝》、2003年1月1日 发行的《竹笛雅韵》中收录了该曲。
- 广州艺扬文化于2005年4月1日发行的《大师口吻》中收录了该曲，由伍国忠、黄金成演唱。